# Mischocyttarus surinamensis
Mischocyttarus surinamensis är en getingart som först beskrevs av Henri Saussure 1854.  Mischocyttarus surinamensis ingår i släktet Mischocyttarus och familjen getingar. Utöver nominatformen finns också underarten M. s. occidentalis.